# Studentische Zeitschrift für Rechtswissenschaft Heidelberg
Die Studentische Zeitschrift für Rechtswissenschaft Heidelberg (StudZR) ist eine im Jahre 2004 gegründete und damit die älteste von Studierenden herausgegebene Zeitschrift für Rechtswissenschaft im deutschsprachigen Raum. Der Verleger der deutschlandweit erhältlichen Printausgaben ist der C.F. Müller Verlag. Die StudZR ist in der Bibliothek des Bundesgerichtshofes in Karlsruhe sowie in allen relevanten juristischen Universitätsbibliotheken erhältlich. Die Zeitschrift ist seit 2014 in die als Druckausgabe erscheinende StudZR Ausbildung und die als Onlineausgabe erscheinende StudZR Wissenschaft Online (WissOn) aufgeteilt. 

## Entstehungsgeschichte
Gegründet wurde die StudZR im Jahre 2004 von Nicolas Nohlen, der als damaliger Jurastudent an der Universität Heidelberg im Rahmen einer Seminararbeit auf die amerikanischen Law Reviews/Journals stieß. Nach dem Vorbild dieser wurde im April 2004 die erste Ausgabe herausgegeben. Bereits die Auflage des ersten Jahrgangs zählte mehr als 600 Ausgaben. Der StudZR folgten ähnliche Projekte an zahlreichen anderen deutschsprachigen Fakultäten.
Im Juli 2014 feierte die StudZR ihr zehnjähriges Bestehen mit einem Symposium unter dem Titel „Studium, Wissenschaft & Praxis“ unter der Schirmherrschaft der baden-württembergischen Ministerin für Wissenschaft, Forschung und Kunst Theresia Bauer. Zu den Teilnehmern und Referenten zählten u. a. Peter Hommelhoff, Thomas Lobinger und Ute Mager.

## Format und Inhalte
Die Ausgaben beinhalteten bis einschließlich 2013 neben einem klassischen Aufsatzteil auch methodische Beiträge, eine Rechtsprechungsanalyse klassischer und aktueller höchstrichterlicher Entscheidungen sowie Buchrezensionen.
Nach einer konzeptionellen Neuausrichtung existieren seit 2014 nunmehr zwei inhaltlich verschiedene Ausgaben. Zum einen führt die halbjährlich erscheinende StudZR Ausbildung die Tradition der im Handel erhältlichen Printversion fort und offeriert ausschließlich studienrelevante Inhalte in Form von Falllösungen, Aufsätzen zu Fallbearbeitungstechniken, gutachterliche Urteilsbesprechungen und Rezensionen aktueller Lehrbücher. Zum anderen legt die kostenfrei über die offizielle Website abrufbare StudZR Wissenschaft Online (WissOn) den Fokus auf klassische juristische Aufsätze, Rechtsprechungsanalysen sowie Rezensionen von Fachliteratur. Auch sie erscheint mehrmals jährlich.
Seit 2012 ist darüber hinaus ist ein Online-Blog Teil des redaktionellen Angebots.

## Redaktion, Organisation und Verein
Die gegenwärtig ca. 50 Jurastudenten aller Semester umfassende Redaktion übernimmt den gesamten Herausgabeprozess von der Beitragsakquise über die Betreuung von Autoren, den Kontakt mit dem Verlag bis hin zur Finanzierung und dem Vertrieb der Zeitschrift.
Weiterhin organisieren und engagieren sich ehemalige und aktuelle Redakteure (darunter auch der Gründungschefredakteur Nicholas Nohlen), sowie Freunde und Förderer im dazugehörigen gemeinnützigen Verein Studentische Zeitschrift für Rechtswissenschaft Heidelberg e. V.

## Beirat und Autoren
Das Redaktionsteam wird von einem Wissenschaftlichen Beirat unterstützt, der über die endgültige Veröffentlichung eines Beitrages entscheidet. Der Beirat setzt sich sowohl aus Professoren der Universität Heidelberg sowie namhaften Wissenschaftlern anderer deutscher und ausländischer Jurafakultäten zusammen, u. a. Christian Baldus, Martin Borowski, Gerhard Dannecker, Dieter Dölling, Bernd Grzeszick, Burkhard Hess, Wolfgang Kahl, Stephan Kirste, Hanno Kube, Thomas Lobinger, Ute Mager, Andreas Piekenbrock, Markus Stoffels, Christoph Teichmann und Marc-Philippe Weller.
Zur Autorenschaft der StudZR gehören beispielsweise Paul Kirchhof, Richter des Bundesverfassungsgerichts a. D., und Juliane Kokott, Generalanwältin am EuGH.

## Wissenschaftliche Relevanz
Die StudZR wird in zahlreichen (Standard-)Kommentaren (Staudinger BGB, Münchner BGB, Leipziger StGB, Maunz/Dürig zum Grundgesetz usw.), in Fachzeitschriften, in der Ausbildungsliteratur und von der Rechtsprechung zitiert.